# Амбуят
Амбуят — це страва брунейської кухні, приготована з саго, замішаного на воді, який схожий на крохмаль тапіоки. Крохмаль саго добувають з внутрішньої частини стовбура сагової пальми, розчиняють в гарячій воді і залишають набухати. Для його отримання пальму зрубують, розпилюють на частини і ошкурівают. Потім шматки вискрібаються машиною або перетираються і збираються у водостоці .
Амбуят є національною стравою Брунею, його також їдять в малайзійських штатах Саравак, Сабах і Лабуан, де він також відомий як лінут.
Амбуят цінується брунейськими малайцями як делікатес. Зазвичай його їдять бамбуковою виделкою з двома зубцями, при цьому крохмаль спочатку згортають навколо зубців, а потім занурюють в рибний суп, яких існує кілька видів. Його часто подають з вареними листовими овочами і гострим соусом.
Існує також схожа східно-індонезійська страва під назвою папеда. Японський варіант конджі, з іншого боку, готується з перевареного рисового крохмалю, а каша — з вівсяних пластівців або вівсяного борошна і води або молока.